# 후안 도노소 코르테스

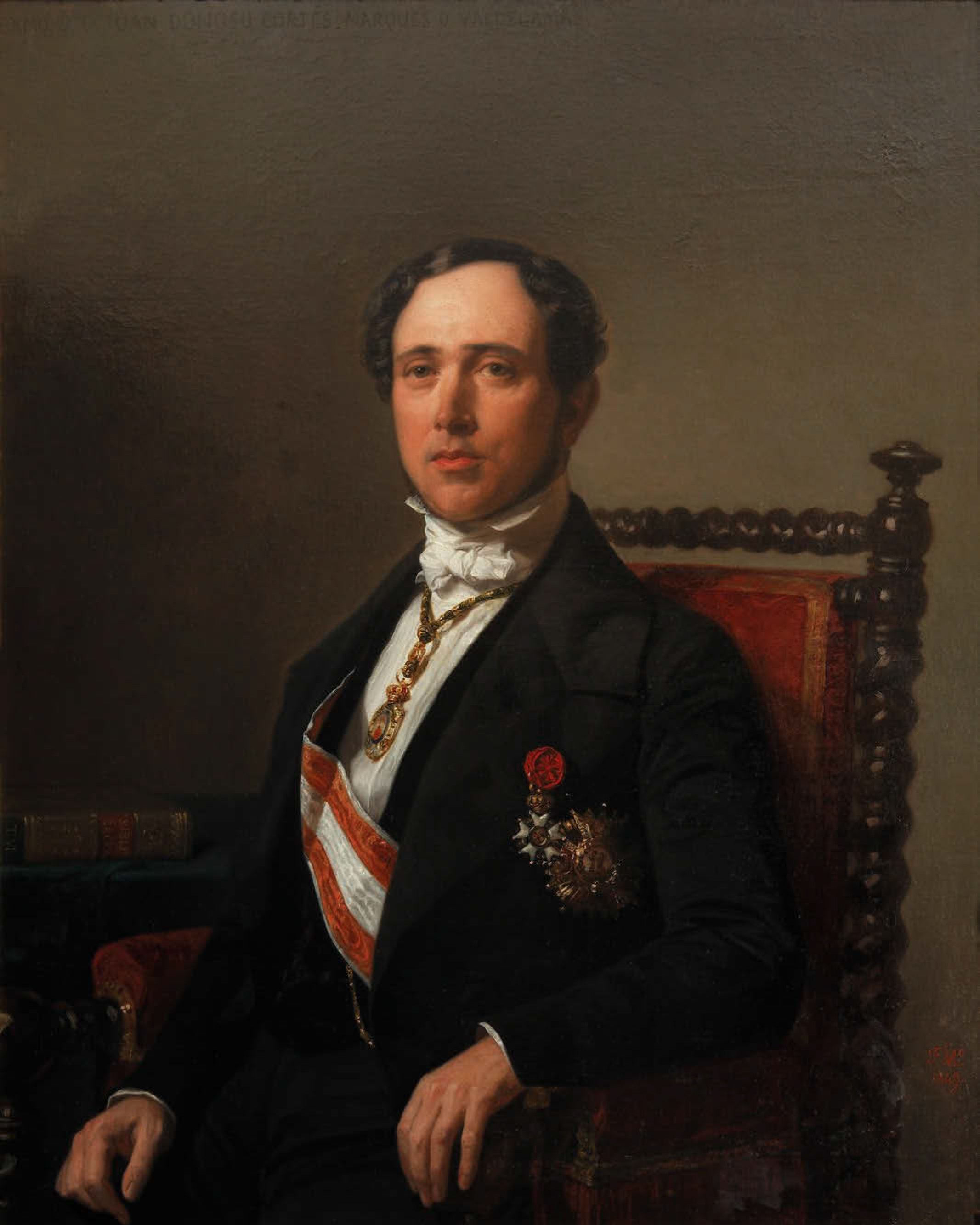
1849년의 초상화

후안 도노소 코르테스(스페인어: Juan Donoso Cortés, 1809년 5월 6일 ~ 1853년 5월 3일)는 스페인의 반혁명주의 작가, 외교관이자 가톨릭 정치신학자였다.

## 같이 보기
- 반계몽주의
- 스페인 철학